# سيسيل براون (لاعب هوكي الجليد)
سيسيل براون هو لاعب هوكي جليد كندي، ولد في 13 فبراير 1896، وتوفي في 13 أغسطس 1985.

## وصلات خارجية
- سيسيل براون على موقع دوري الهوكي الوطني (الإنجليزية)
- سيسيل براون على موقع قاعة مشاهير الهوكي (لاعب أن.إتش.أل) (الإنجليزية)
- سيسيل براون على موقع EliteProspects.com (الإنجليزية)
- سيسيل براون على موقع HockeyDB.com (الإنجليزية)
- سيسيل براون على موقع Hockey-Reference.com (الإنجليزية)